# 1178 Irmela
1178 Irmela је астероид главног астероидног појаса. Приближан пречник астероида је 19,09 ,
а средња удаљеност астероида од Сунца износи 2,679 астрономских јединица (АЈ).
Инклинација (нагиб) орбите у односу на раван еклиптике је 6,950 степени, а орбитални период износи 1602,249 дана (4,386 године). Ексцентрицитет орбите астероида износи 0,184.
Апсолутна магнитуда астероида износи 11,81 а геометријски албедо 0,091.
Астероид је откривен 13. марта 1931. године.